# Мима Јаушовец
Мима Јаушовец (Марибор, 20. јул 1956) бивша је словеначка и југословенска тенисерка.

## Биографија
Рођена је 20. јуна 1956. године у Марибору (Словенија) где је завршила основну школу.
У периоду између 1976. и 1988. била је најуспешнија југословенска тенисерка.
Године 1988. престала је са активним играњем тениса. Активно је играла тенис петнаест година.
Једина је словеначка тенисерка која је освојила неки од Гренд слем турнира.
Тренутно је селектор Словеначке женске тениске репрезентације.

## Најважнији резултати
- 1977. освојила је Отворено првенство Француске у Паризу.
- 1978. године и 1983. године била је и финалиста у Ролан Гаросу.
- 1978. године је у Паризу освојила прво место у игри женских парова са Вирђинијом Рузич из Румуније.
- Имала је запажене резултате и на Вимблдону, Риму, Хамбургу и Отвореном првенству Канаде.